# Genève (bang)
Genève hay là Geneva, Genf là một bang của Thụy Sĩ. Bang này có diện tích 282,48 km², dân số thời điểm năm 2014 là 479.158 người. Thủ phủ bang đóng ở Genève. Bang này hầu như bị bao quanh toàn bộ bởi các vùng Auvergne-Rhône-Alpes và Bourgogne-Franche-Comté của nước Pháp. Bang Genève nằm ở góc tây nam của Thụy Sĩ. Như một số bang khác của Thụy Sĩ, bang này được gọi là nước cộng hòa. Tên chính thức trong tiếng Pháp là: République et Canton de Genève (Cộng hoà và bang Genève). 
Ngôn ngữ sử dụng ở bang này là tiếng Pháp.
Kinh tế thành phố Genève đóng vai trò quan trọng đối với kinh tế của bang.
Về mặt hành chính, bang này cóg có 45 đô thị.
Genève không có huyện hành chính. Có 10 thành phố có dân số trên 10.000 người (năm 2007): Genève (188.174), Vernier (32.038); Lancy (27.548); Meyrin (20.793); Carouge (19.114); Onex (17.328); Thônex (13.251); Versoix (12.468); Grand-Saconnex (10.607); Chêne-Bougeries (10.148).
Có 45 đô thị:
| - Aire-la-Ville - Anières - Avully - Avusy - Bardonnex - Bellevue - Bernex - Carouge - Cartigny - Céligny - Chancy - Chêne-Bougeries - Chêne-Bourg - Choulex - Collex-Bossy | - Collonge-Bellerive - Cologny - Confignon - Corsier - Dardagny - Genève - Genthod - Grand-Saconnex - Gy - Hermance - Jussy - Laconnex - Lancy - Meinier - Meyrin | - Onex - Perly-Certoux - Plan-les-Ouates - Pregny-Chambésy - Presinge - Puplinge - Russin - Satigny - Soral - Thônex - Troinex - Vandœuvres - Vernier - Versoix - Veyrier |